# Robert Gardelle
Pour les articles homonymes, voir Gardelle.
Robert Gardelle, né le 6 avril 1682 à Genève et mort le 7 mars 1766, est un peintre, portraitiste et graveur genevois du XVIIIe siècle.

## Biographie
Issu d'une famille de la bourgeoisie genevoise il est  le second de quatre frères et surnommé « le Jeune » pour le distinguer de son frère Daniel (2 octobre 1679- 9 octobre 1753) dit « l'Aîné », peintre miniaturiste qui s'établit en Angleterre. 
Montrant des dispositions dès son plus jeune âge, il se rend à Cassel auprès du baron Mardfeld qui devient son protecteur et l'envoie à Berlin. Il retourne à Genève en 1712 après avoir réalisé divers portraits dont celui de Fredéric II, landgrave de Hesse-Cassel.
Pour se perfectionner il se rend ensuite à Paris où il devient élève de Largillierre dont il réalise des copies des portraits. 
De retour en 1713 à Genève, il se spécialise dans le portrait. Il travaille rapidement et, en conséquence, ne facture pas trop cher ses œuvres, s'attirant ainsi une large clientèle. Il se déplace dans toute la Suisse et peint les portraits des principales personnalités genevoises de son époque premier syndic comme Pierre Fatio, ou professeurs de théologie. Il fait souvent un double des portraits qu'il réalise en dimension réduite (24 × 180 cm).
En 1726, il grave plusieurs vues de Genève ; puis, en 1754, âgé de septante-deux ans, il réalise un portrait de Rousseau.

## Œuvres

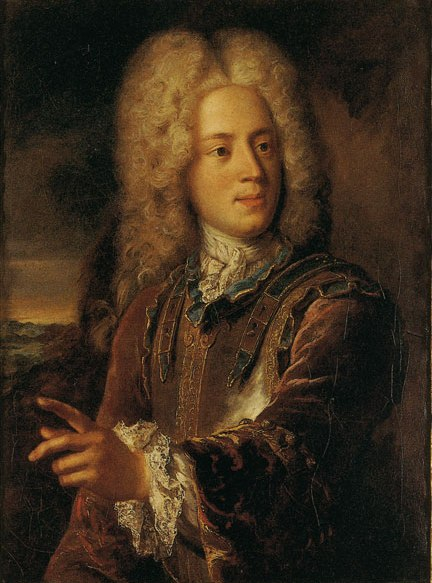
Albrecht Friedrich von Erlach
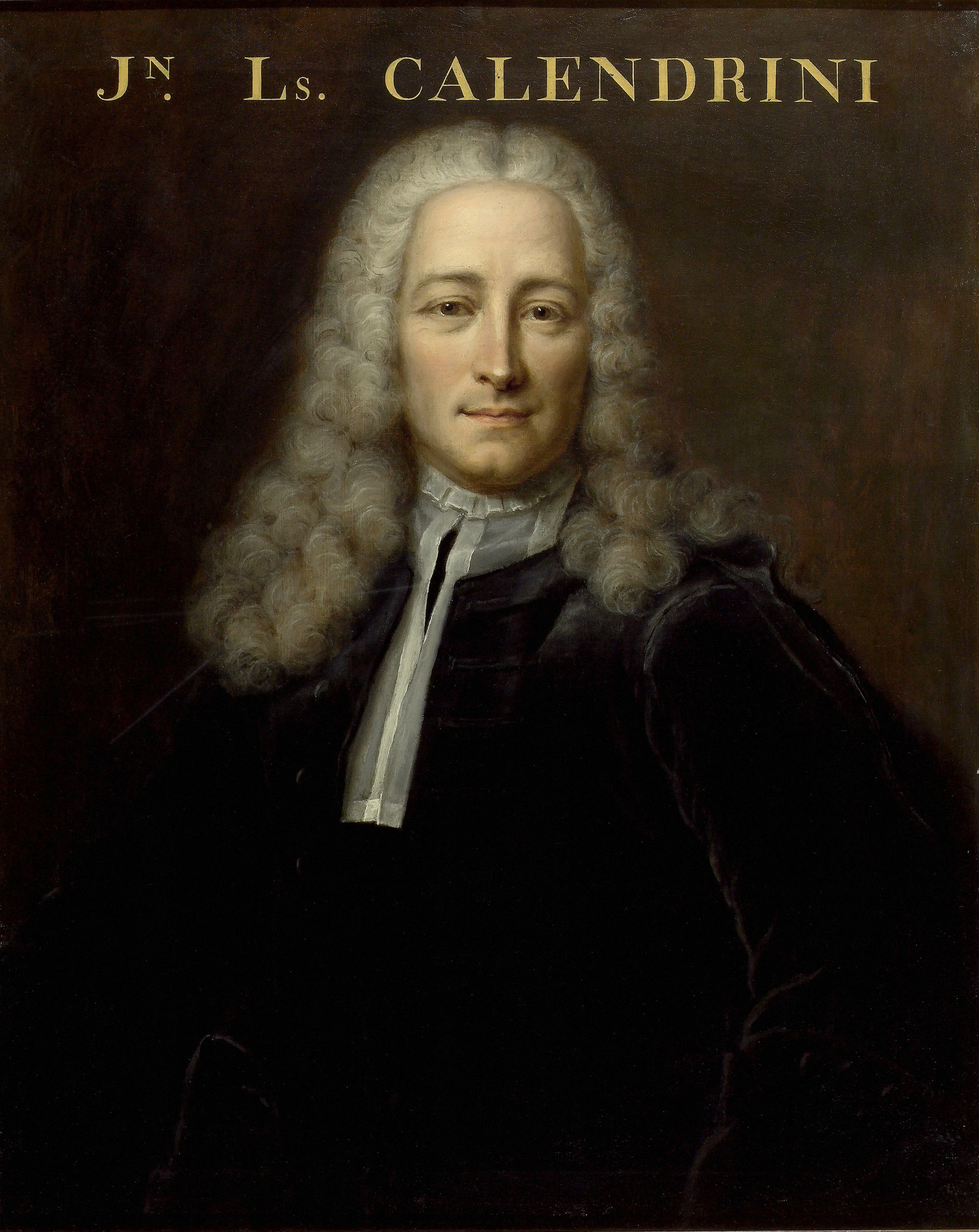
Jean-Louis Calandrini
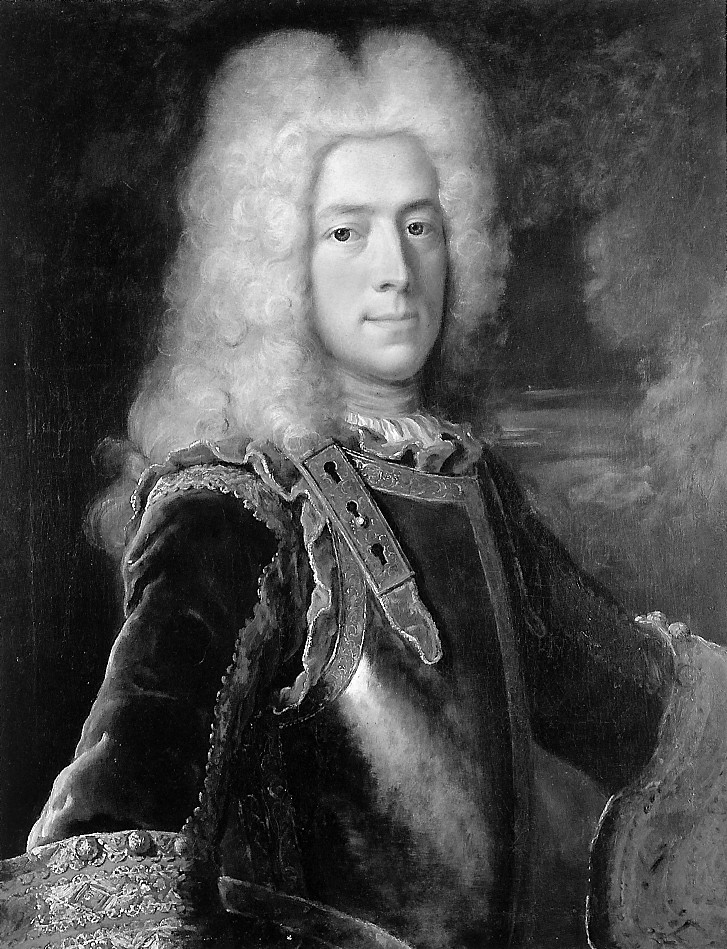
Jacques-Barthélemy Micheli du Crest